# Макс, герцог Баварии
Макс-Эммануил Людвиг Мария, Герцог Баварский, также известен как Макс Эммануил Людвиг Мария Принц Баварский (род. 21 января 1937) — немецкий предприниматель и аристократ, вероятный будущий глава Баварского королевского дома.

## Биография
Родился 21 января 1937 года в Мюнхене, Бавария. Младший сын принца Альбрехта Баварского (1905—1996), главы Баварского дома (1955—1996), и его первой морганатической жены, графини Марии Франциски Юлианы Иоганны Драшкович фон Тракошчане (1904—1969). Драшковичи являлись древним хорватским дворянским родом. Младший брат и вероятный преемник Франца Баварского.

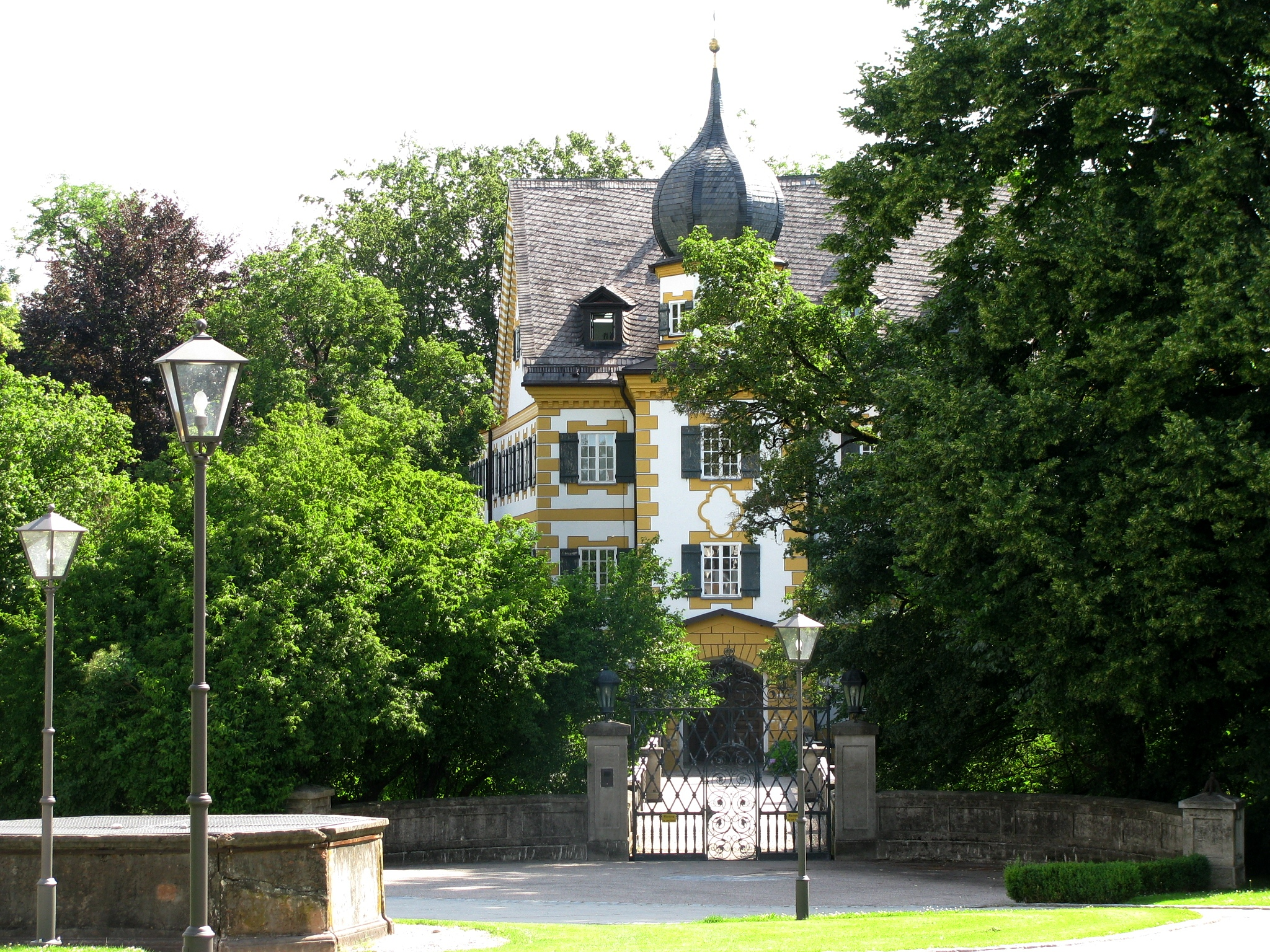
Замок Вильденварт

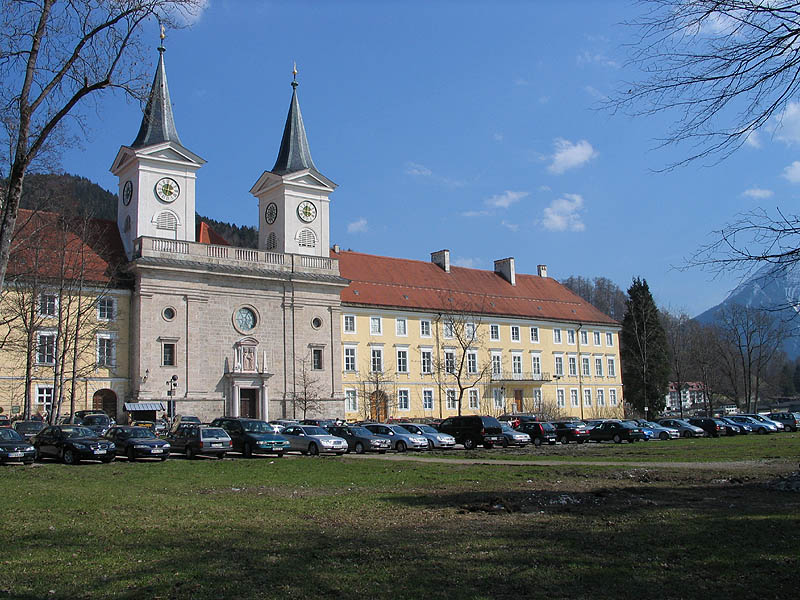
Монастырь Тегернзе

В октябре 1944 года Макс вместе с семьей был арестован и заключен в концлагерь Заксенхаузен, затем семья была перевезена в концлагерь Флоссенбюрг. В конце войны Виттельсбахи были переведены в концлагерь Дахау, откуда их освободила американская армия. После войны он учился в лицее на территории бенедиктинского монастырь Этталь, затем, как и его старший брат Франц, изучал управление в университете Людвига-Максимилиана в Мюнхене и банковские операции в Цюрихском университете.
18 марта 1965 года Макс-Эммануил был усыновлен своим бездетным дядей, герцогом Баварии Людвигом Вильгельмом Баварским (1884—1968). Людвиг Вильгельм был сыном герцога Баварии Карла Теодора и Марии Жозе Браганса. Мария Габриэлла Баварская (1878—1912), бабушка Макса-Эммануила, была родной сестрой Людвига Вильгельма Баварского. В 1968 году после смерти Людвига Вильгельм Макс-Эммануил унаследовал титул герцога Баварского. Макс-Эммануил, возглавив младшую линию дома Виттельсбахов, унаследовал имения: Тегернзе (в том числе пивоваренный завод), Банц и Кройт.
Со своей семьей герцог Макс проживает в замках Тегернзе и Вильденварт.
Так как действующий глава дома Виттельсбахов, герцог Франц, и его младший брат Макс-Эммануил, герцог Баварии, не имеют мужского потомства, то преемником и будущим главой дома должен стать их троюродный брат Луитпольд Баварский (род. 1951), правнук последнего короля Баварии Людвига III.

## Брак и дети
В 1967 году Макс Баварский женился на шведской графине Елизавете Дуглас (род. 31 декабря 1940), внучке генерала графа Вильгельма Арчибальда Дугласа (1883—1960), главнокомандующего шведской армии (1944—1948). Гражданская церемония заключения брака состоялась 10 января 1967 года в Кройте, а церковная церемония — 24 января 1967 года в Мюнхене. У них пять дочерей:
- София Баварская (род. 28 октября 1967, Мюнхен), муж с 1993 года Алоис, наследный князь Лихтенштейна (род. 1968). Их дети:
  - Принц Йозеф Венцель Максимилиан Мария Лихтенштейнский (род. 1995)
  - Принцесса Мария Каролина Елизавета Иммакулата Лихтенштейнская (род. 1996)
  - Принц Георг Антониус Константин Мария Лихтенштейнский (род. 1999)
  - Принц Николаус Себастьян Александр Мария Лихтенштейнский (род. 2000).
- Мария Каролина Баварская (род. 23 июня 1969, Мюнхен), замужем с 1991 года за герцогом Филиппом Вюртембергским (род. 1964), сыном Карла Вюртембергского. у них четверо детей:
  - Герцогиня София Анастасия Ассунта Мария Полина Вюртембергская (род. 1994)
  - Герцогиня Полина Филиппа Адельгейда Мария Вюртембергская (род. 1997)
  - Герцог Карл-Теодор Филипп Мария Эммануил Вюртембергский (род. 1999)
  - Герцогиня Анна Максимилиана Елизавета Мария Мариэлла Вюртембергская (род. 2007)
- Елена Баварская (род. 6 мая 1972, Мюнхен), не замужем. Детей нет.
- Елизавета Баварская (род. 4 октября 1973, Мюнхен), замужем с 2004 года за Даниэлем Тербергером (род. 1967). У них двое детей:
  - Максимилиана Людвига Тербергер (род. 2005)
  - Оттора Елизавета Виктория Люсия Тербергер (род. 2007)
- Мария-Анна Баварская (род. 7 мая 1975, Мюнхен), замужем с 2007 года за банкиром Клаусом Руновым (род. 1964), развод в 2015. Они имеют двух детей. 16 октября 2015 года вышла замуж за Карла-Андреаса фон Мальцана, Фрейзхерра цу Вартенберга и Пензлина. 
  - Генрих Мария Леопольд Максимилиан Рунов (род. 2010)
  - Иоганн Филипп Эммануил Мария Рунов (род. 2012)

## Патронаж
- Член Совета попечителей технического университета Мюнхена
- Член совета попечителей друзей музея современного искусства в Мюнхене
- Член совета директоров «Tegernseebahn Immobilien- und Beteiligungs Aktiengesellschaft» (корпорации недвижимости в долине Тегернзе)
- Президент гольф-клуба Кимгау (с 1987 года)
- Президент гольф-клуба Виттельсбахер в Роренфельд-Нейбурге

## Награды
- Коадъютор, великий магистр и первый гранд Королевского Ордена Святого Георгия за защиту непорочного зачатия
- Кавалер Ордена Святого Губерта
- Кавалер Тевтонского ордена.